# Abscon
Abscon település Franciaországban, Nord megyében. Lakosainak száma 4160 fő (2022. január 1.). Abscon Fenain, Somain, Aniche, Émerchicourt, Erre, Escaudain, Mastaing és Rœulx községekkel határos.

## Népesség
A település népességének változása:
| Lakosok száma | 4315 | 4426 | 4475 | 4447 | 4376 | 4309 | 4241 | 4203 | 4160 |
|               | 2013 | 2015 | 2016 | 2017 | 2018 | 2019 | 2020 | 2021 | 2022 |